# 伊姆蕊·里特費爾德
伊姆蕊·里特費爾德（Imre Rietveld，1945年—），婚後名伊姆蕊·里特費爾德·尼爾森（Imre Rietveld Nielsen），前荷蘭女子羽球運動員，1967年與丹麥羽球選手克努茲·奧格·尼爾森結婚後代表丹麥出賽。
伊姆蕊·里特費爾德在1963年至1967年間贏得了6座法國羽球公開賽冠軍（2座女單、4座女雙）。1967年，她與丹麥的烏拉·斯特蘭德搭檔在全英羽球錦標賽贏得女子雙打冠軍。同年，她與丹麥羽球運動員克努茲·奧格·尼爾森結婚。之後，她以伊姆蕊·里特費爾德·尼爾森或伊姆蕊·尼爾森之名代表丹麥參加比賽。1969年贏得了比利時羽球國際賽和丹麥羽球公開賽冠軍，並在1970年歐洲羽球錦標賽上獲得銀牌。